# Her's
Her's foi uma banda de Indie rock de Liverpool, Inglaterra, composta por Stephen Fitzpatrick e Audun Laading. O primeiro álbum da banda, intitulado Invitation to Her's, foi lançado comercialmente em Agosto de 2018, após o álbum de compilações Songs of Her's, lançado em Maio de 2017.
A dupla faleceu nas primeiras horas de 27 de Março de 2019 em uma colisão de trânsito no Arizona, durante uma turnê nos Estados Unidos.

## Integrantes

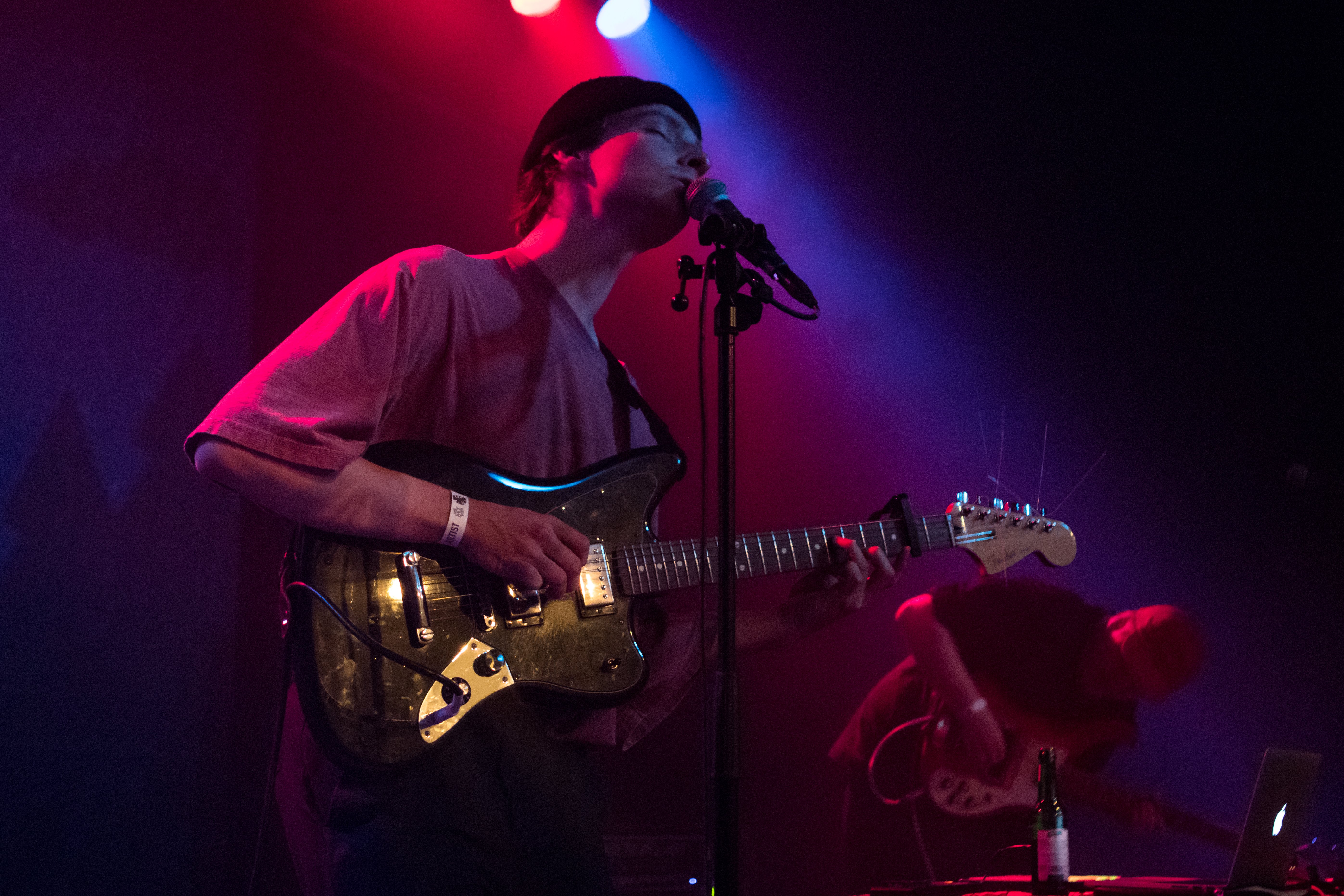
Stephen Fitzpatrick no Way Back When Festival, 2017

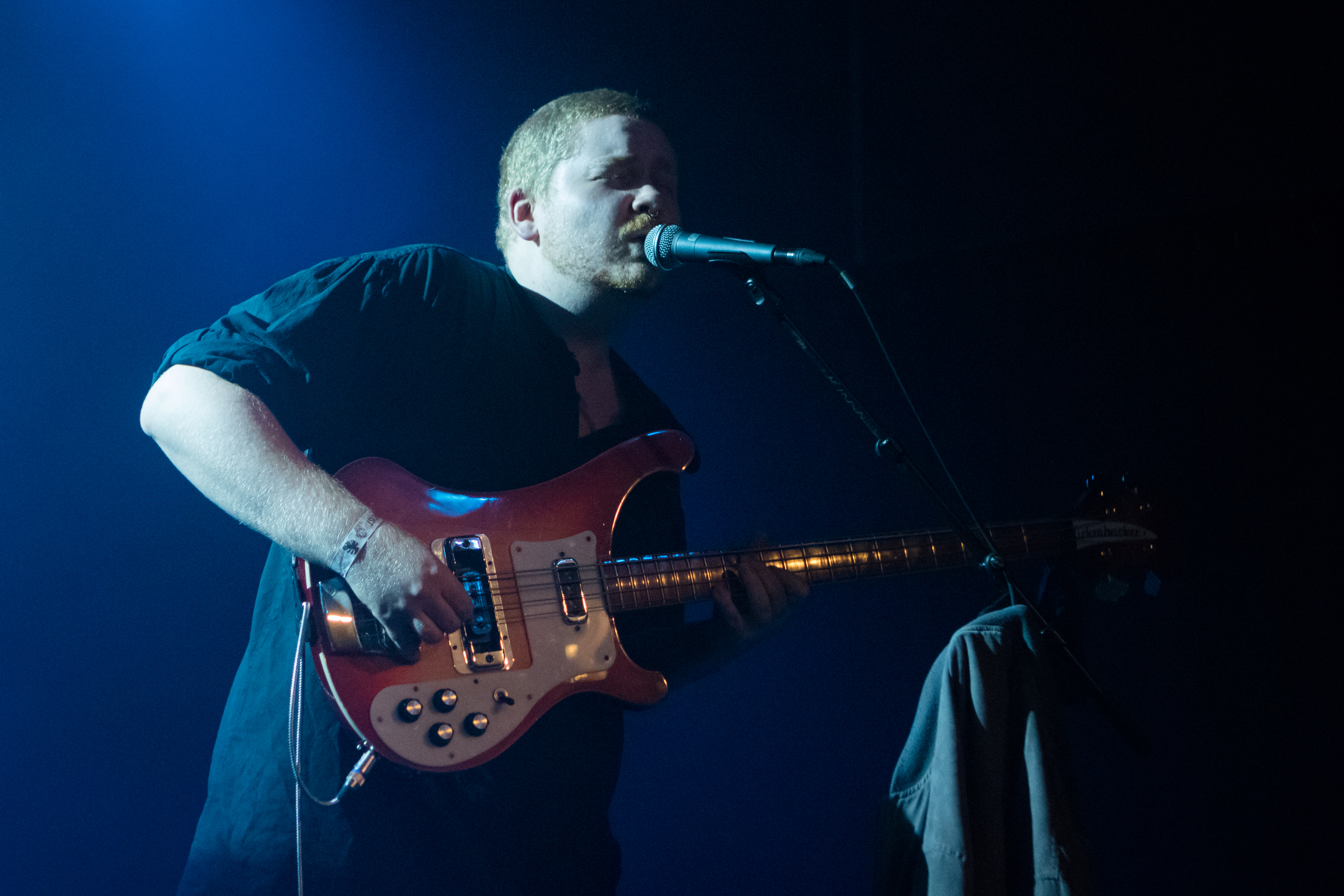
Audun Laading no Way Back When Festival, 2017

A formação da banda consistia em Stephen Joshua Fitzpatrick, nascido em 21 de Março de 1995, de Barrow-in-Furness, Cumbria, Inglaterra, nos vocais e guitarra, e Audun Laading, nascido em 23 de Outubro de 1993, de Flekkerøy, Kristiansand, Noruega, no baixo e backing vocals. Fitzpatrick também era baterista, mas a banda usava uma caixa de ritmos, da qual ambos os membros contribuíram para a programação.

## Carreiras
Fitzpatrick e Laading se conheceram no Liverpool Institute for Performing Arts, (onde ambos se formaram em 2016 após três anos de graduação em música, sendo presenteados com seus certificados por Paul McCartney em uma cerimônia de graduação). Ainda estudantes, eles formaram a Her's em 2015, depois de terem tocado juntos em outra banda de Liverpool chamada 'The Sundogs'. A dupla inicialmente formou Her's em tom de brincadeira, viajando por Liverpool, filmando videoclipes cômicos e postando-os no YouTube.
Eles lançaram seu single de estreia, "Dorothy", em 7 de Abril de 2016. Eles se apresentaram no Green Man Festival Rising Stage 2016. Uma compilação de nove faixas intitulada Songs of Her's foi lançada em 12 de Maio de 2017. A compilação recebeu quatro estrelas da The Skinny. Escrevendo para a NME em abril de 2017, Thomas Smith disse:
Her's não é um grupo de ficar parado. Cada música que eles produzem, desde a poderosa pop lo-fi da faixa de estreia até 'Dorothy' e a versão igualmente melódica da dupla de rock lento em 'Marcel', vê-se a dupla de Liverpool mudar e flutuar entre os sons. Nunca realmente se encaixando em um gênero, mas de alguma forma acertando no que quer que eles acabem fazendo.
A banda posteriormente lançou seu primeiro álbum completo, Invitation to Her's, pela gravadora Heist or Hit em 24 de agosto de 2018. Her's foi apresentado na lista de revista Paste intitulada "As 15 novas bandas de Liverpool que você precisa conhecer em 2018". Uma performance acústica da banda no festival South by Southwest 2019 em Austin, Texas, EUA, também foi apresentada no BBC Music Introducing.

## Instrumentos
A dupla foi muito fiel a suas escolhas de guitarra e baixo. Laading usou um Rickenbacker 4001 como seu baixo principal, enquanto Fitzpatrick usou uma Fender Blacktop Series Jaguar HH como sua guitarra principal. Houve momentos em que eles não usaram seus instrumentos principais ao vivo. Durante as apresentações ao vivo, ambos usaram uma bateria eletrônica (especificamente a Novation Launchpad USB MIDI Controller for Ableton Live) conectada a um MacBook Pro.

## Mortes
Em 27 de Março de 2019, por volta da 1h da manhã, Fitzpatrick (24 anos) e Laading (25) junto com seu gerente de turnê, Trevor Engelbrektson (37) de Minneapolis, morreram em uma colisão frontal e subsequente incêndio de veículos perto do Milepost 68 na Interstate 10, perto de Centennial, Arizona. Eles estavam viajando de Phoenix, Arizona, onde tocaram no The Rebel Lounge em 26 de março, para realizar um show na noite seguinte em Santa Ana, Califórnia, a cerca de 560 km de distância, como parte de uma segunda turnê de 19 datas pela América do Norte.
O Departamento de Segurança Pública do Arizona confirmou que Engelbrektson estava dirigindo a van Ford de turnê da banda no momento do acidente. O motorista de uma caminhonete Nissan, Francisco Rebollar, de 64 anos, de Murrieta, Califórnia, também foi morto na colisão, uma investigação policial subsequente da cena localizou uma garrafa de álcool nos destroços. No momento do acidente, o Departamento de Segurança Pública do Arizona já estava respondendo a relatos da caminhonete Nissan viajando em velocidade na direção errada indo para o leste na faixa  oeste.
Uma missa de homenagem a Fitzpatrick foi realizada na St. Mary's (Roman Catholic) Church, Barrow-in-Furness, em 23 de Abril de 2019, seguida por um enterro no cemitério de Barrow-in-Furness.

## Legado
No aniversário de cinco anos da morte da dupla, seus famílias e amigos abriram o fundo de arrecadação Friends of Her's em memória do duo. O fundo tem como objetivo ajudar a combater a falta de moradia em Liverpool, Reino Unido, onde os dois se conheceram.
Em 30 de junho de 2024, o The Rebel Lounge sediou um concerto de homenagem aos dois, com vários músicos locais. Os lucros foram doados para o Friends of Her's.
Em 8 de novembro de 2024, a Heist or Hit Records lançou um boxset "Songs of Her's" onde todos os lucros foram para o fundo.

## Discografia

### Álbuns

#### Álbuns de estúdio
| Título              | Detalhes                                                                                         |
| ------------------- | ------------------------------------------------------------------------------------------------ |
| Invitation to Her's | - Lançado: 24 de Agosto de 2018 - Gravadora: Heist or Hit - Formatos: CD,download digital, vinyl |

#### Compilações
| Título         | Detalhes                                                                                        |
| -------------- | ----------------------------------------------------------------------------------------------- |
| Songs of Her's | - Lançado: 12 de Maio de 2017 - Gravadora: Heist or Hit - Formatos: CD, download digital, vinyl |

### Singles
| Título                               | Ano  | Álbum               |
| ------------------------------------ | ---- | ------------------- |
| "Dorothy/What Once Was"              | 2016 | Songs of Her's      |
| "Marcel"                             | 2016 | Songs of Her's      |
| "Speed Racer"                        | 2017 | Songs of Her's      |
| "I'll Try"                           | 2017 | Songs of Her's      |
| "Loving You" (Minnie Riperton cover) | 2017 | Single sem álbum    |
| "Love on the Line (Call Now)"        | 2018 | Invitation to Her's |
| "Low Beam"                           | 2018 | Invitation to Her's |
| "Harvey"                             | 2018 | Invitation to Her's |
| "Under Wraps"                        | 2018 | Invitation to Her's |

### Videoclipes
| Ano  | Título          | Diretor(a)         |
| ---- | --------------- | ------------------ |
| 2017 | "Speed Racer"   | Samuel O'Brien     |
| 2018 | "Under Wraps"   | Jorge A. Ramos     |
| 2019 | "Harvey"        | James Embrey       |
| 2019 | "She Needs Him" | Sébastien Séjourné |
| 2020 | "Marcel"        | Camille Laading    |